# Алейниковское сельское поселение (Воронежская область)
Алейниковское сельское поселение — муниципальное образование в Россошанском районе Воронежской области.
Административный центр — хутор Украинский.

## Административное деление
В состав поселения входят 16 населенных пунктов:
- хутор Украинский
- село Алейниково
- хутор Архангельск
- хутор Бабки
- хутор Верхний Киев
- хутор Вершина
- хутор Водяное
- хутор Иванченково
- хутор Иголкино
- хутор Иловка
- хутор Каменев
- хутор Мирошников
- хутор Никоноровка
- хутор Павловка
- хутор Субботино
- село Нижний Карабут